# (31506) 1999 CZ76
1999 CZ76 (asteroide 31506) é um asteroide da cintura principal. Possui uma excentricidade de 0.14101990 e uma inclinação de 4.61728º.
Este asteroide foi descoberto no dia 12 de fevereiro de 1999 por LINEAR em Socorro.